# Perithecium

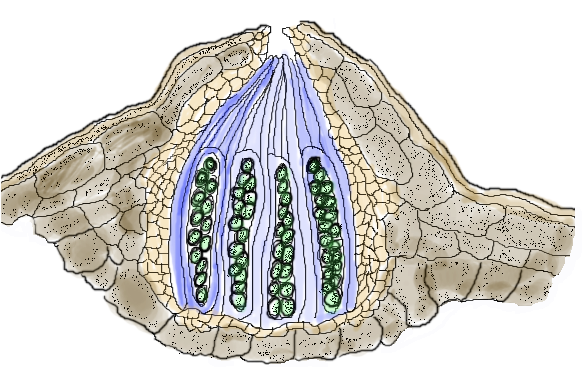
Perithecium. Výtrusy jsou zaznačeny zeleně.

Perithecium je typ plodnice vřeckovýtrusných hub (askokarpu). Je obvykle vnořený dovnitř do stromatu a bývá lahvicovitého tvaru. Výtrusy se z perithecia dostávají úzkým otvorem, tzv. ostiolem. Příkladem hub s peritheciem jsou rody Xylaria a Nectria.